# Шорја
Шорја (фр. Chauriat) насеље је и општина у централној Француској у региону Оверња, у департману Пиј де Дом која припада префектури Клермон Феран.
По подацима из 2006. године у општини је живело 1500 становника, а густина насељености је износила 131 становника/km². Општина се простире на површини од 8,64 km². Налази се на средњој надморској висини од 410 метара (максималној 539 m, а минималној 357 m).

## Демографија
| 1962. | 1968. | 1975. | 1982. | 1990. | 1999. | 2011. |
| ----- | ----- | ----- | ----- | ----- | ----- | ----- |
| 728   | 722   | 741   | 830   | 1.020 | 1.136 | 1.579 |

График промене броја становника у току последњих година